# Lazany
Lazany (em húngaro: Bajmóclazán) é um município da Eslováquia, situado no distrito de Prievidza, na região de Trenčín. Tem 9,88 km² de área e sua população em 2018 foi estimada em 1.707 habitantes.

## Demografia
| Ano:        | 1994 | 2004    | 2014   | 2024   |
| ----------- | ---- | ------- | ------ | ------ |
| Broj ljudi: | 1382 | 1571    | 1654   | 1804   |
| Razlika:    |      | +13,67% | +5,28% | +9,06% |

| Ano:               | 2023 | 2024   |
| ------------------ | ---- | ------ |
| Número de pessoas: | 1785 | 1804   |
| Diferença:         |      | +1,06% |